# Іустин (Базилевич)
Юстин (Базилевич), або Іустин (Базилевич) (пом. 17 серпня 1709) — український церковний діяч, митрополит Білгородський та Обоянський, проповідник, начальник Лаврської друкарні.

## Життєпис

### Молоді роки
Народився на Правобережній Україні. Стосовно батьків немає відомостей. Освіту здобув у Києво-Могилянській академії у 1660—1670-х роках. По закінченні навчання прийняв чернечий постриг у Києво-Печерській лаврі i незабаром призначений начальником Лаврської друкарні й проповідником.

## Кар'єра
Як один з найосвіченіших лаврських ченців Базилевич їздив до Москви з важливими дорученнями. Коли Київська митрополія потрапила під зверхність Московського патріархату (1686 рік), для Києво-Печерської лаври було особливо важливо зберегти свої давні привілеї: ставропігію, право вільного вибору архімандрита тощо.
У липні 1690 році Базилевич разом з А.Миславським, Є.Завадовським і деякими іншими лаврськими служителями їздив до Москви з чолобитною від Лаври, скріпленою підписом гетьмана I.Мазепи, про дозвіл обирати лаврського настоятеля за давнім монастирським звичаєм. Одночасно в чолобитній йшлося про те, що цю посаду не можна поєднувати з саном митрополита, бо це суперечить лаврській ставропігії: «митрополит бо киевский искони не належал и не належит до архимандрии печерской».
Однак прохання лаврської братії відхилили. У серпні цього ж року Базилевич супроводжував до Москви новообраного митрополита Київського, Галицького і всієї Малої Росії B.Ясинського, який прибув туди для хіротонії. Під час церемонії посвяти у Петропавлівській соборній церкві Базилевич виголосив промову перед особами царського двору.
У 1691 році і 1692 році він їздив до Москви у складі делегації, яка просила кошти на потреби київських церков і монастирів, що було дуже поширеним у XVII ст. явищем. У 1704 році Базилевича, який був тоді блюстителем Ближніх печер Києво-Печерської лаври, висвятили в Москві на митрополита Білгородського та Обоянського.
У 1709 році Базилевич відпросився до Києва на обітницю, де невдовзі помер. Похований при Київській Феодосіївській церкві на Печерську.